# Dawson-Lambton Trough
Dawson-Lambton Trough är en gravsänka i Antarktis. Den ligger i havet utanför Östantarktis. Argentina och Storbritannien gör anspråk på området.